# Sickla strand

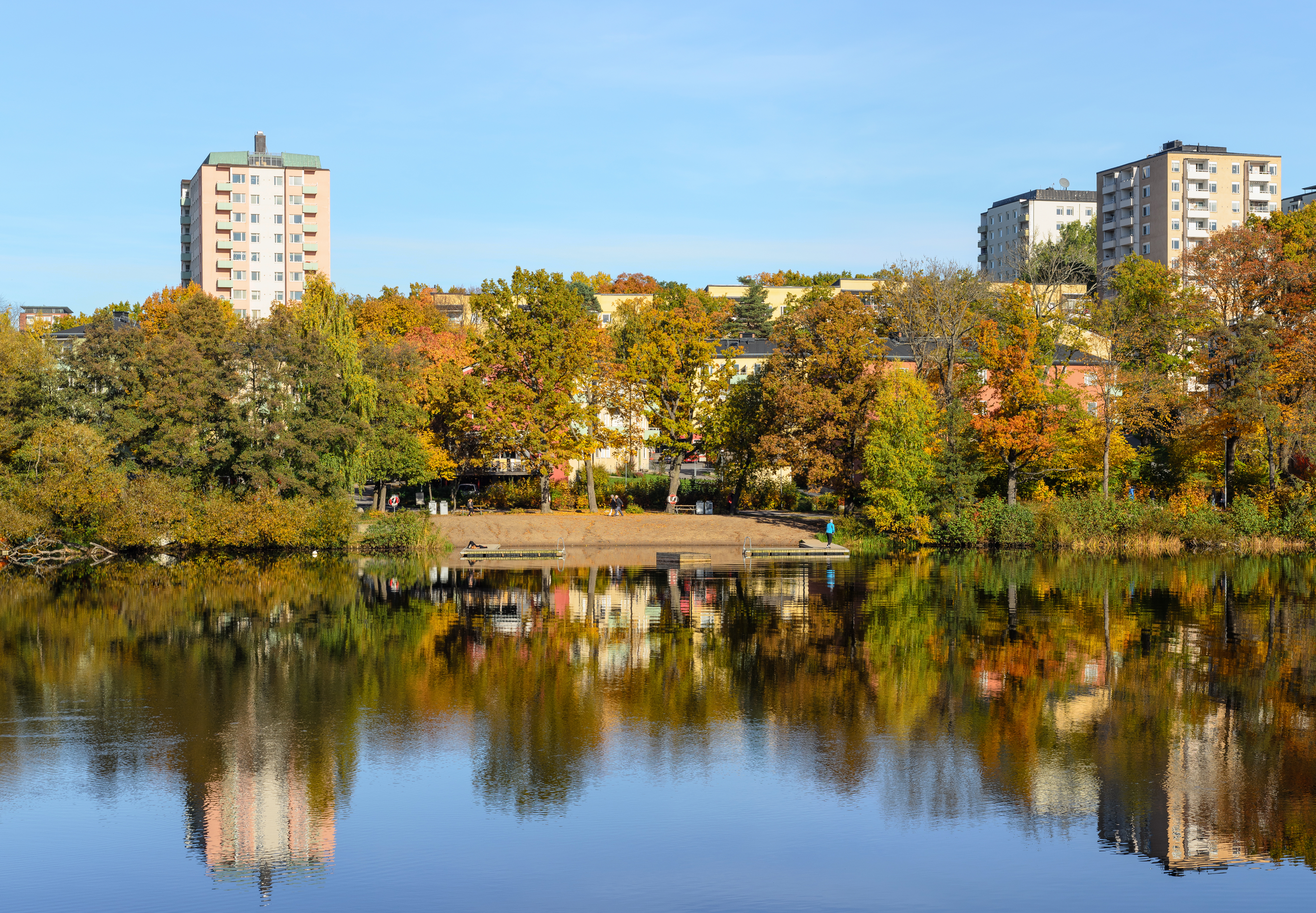
Sickla strand med badplatsen, oktober 2013.

Sickla strand är ett bostadsområde i den västligaste delen av Nacka kommun nära gränsen mot Stockholms kommun. Området uppfördes 1947-48 för anställda på AB Atlas Diesel (senare Atlas Copco) och ritades av arkitekterna Erik och Tore Ahlsén.

## Beskrivning
Bebyggelsen ligger på en sluttning ner mot Sicklasjön och består av smalhus grupperade kring halvslutna gårdar som öppnar sig mot Sicklasjön. Fasaderna har getts varierande gestaltning och har asymmetriskt placerade fönster och balkonger. Originalfärgsättningen med flera olika färger är bevarad. De geometriska mönstren var typiska för bröderna Ahlsén och prövades även på fasaderna för Årsta centrum som ritades ungefär samtidigt.

## Stranden och badplatsen
Området gränsar till Sicklasjön. Vid vattnet finns en bocciabana som uppfördes för de många italienska arbetarna som kom till Atlas Copco. Här ligger även Sickla Strandbad som är en kommunal badplats. Här finns sandstrand och badflotte. Toalett finns under badsäsongen. I området ligger även flera restauranger och mindre serveringar, lekplats och stora gräsytor.

## Bilder

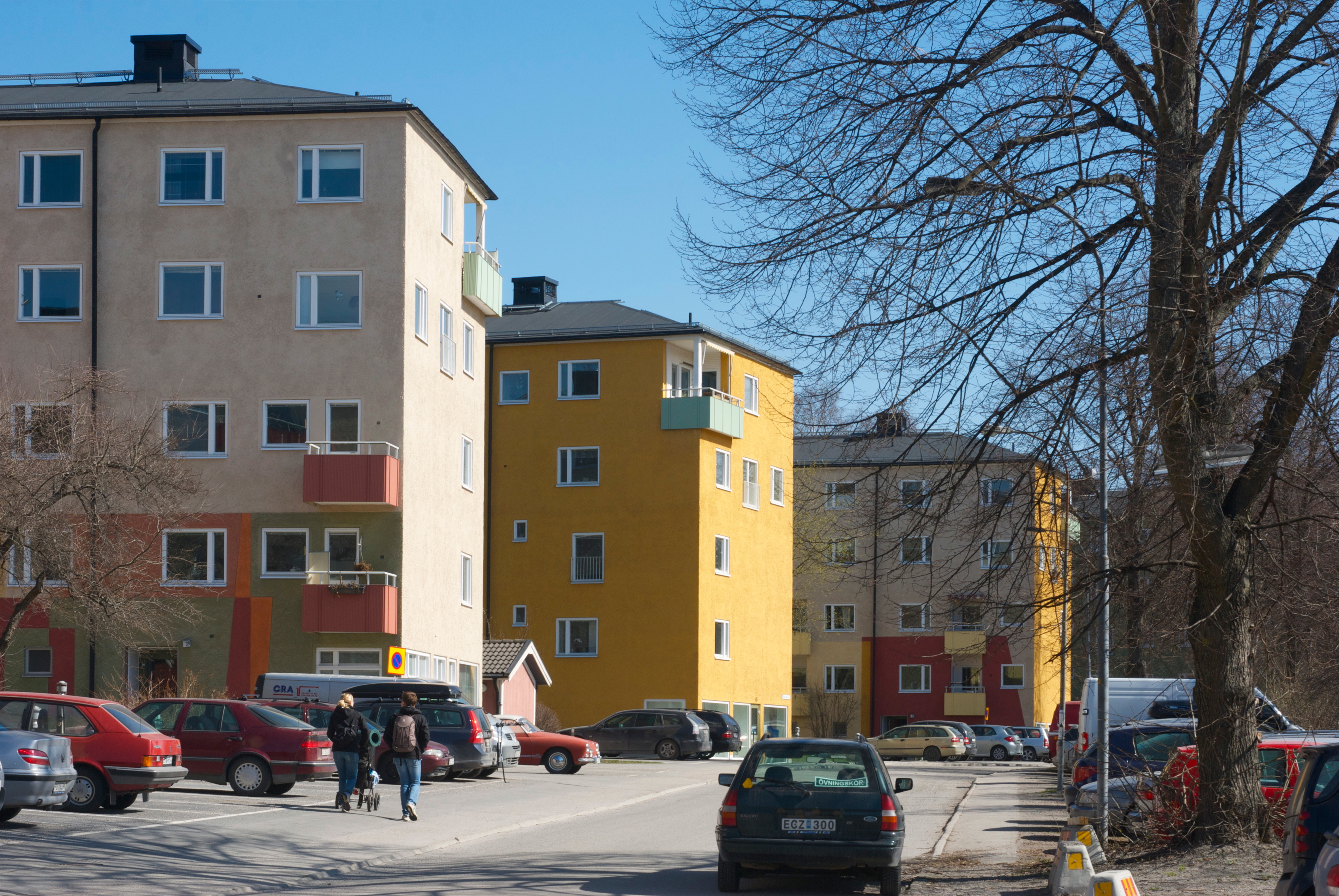
Området sett från väster.
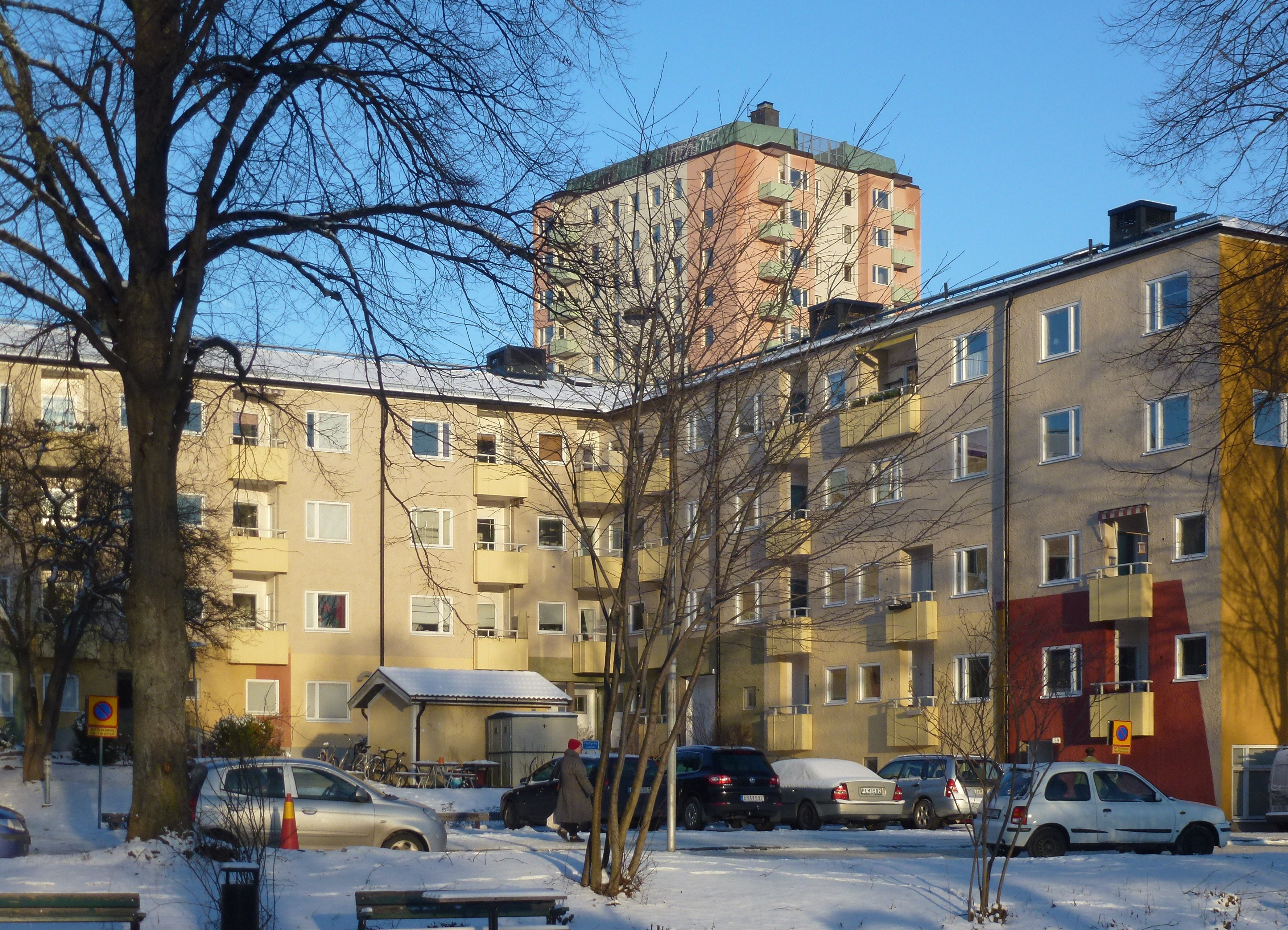
En av gårdarna med Tallbackens punkthus i bakgrunden.
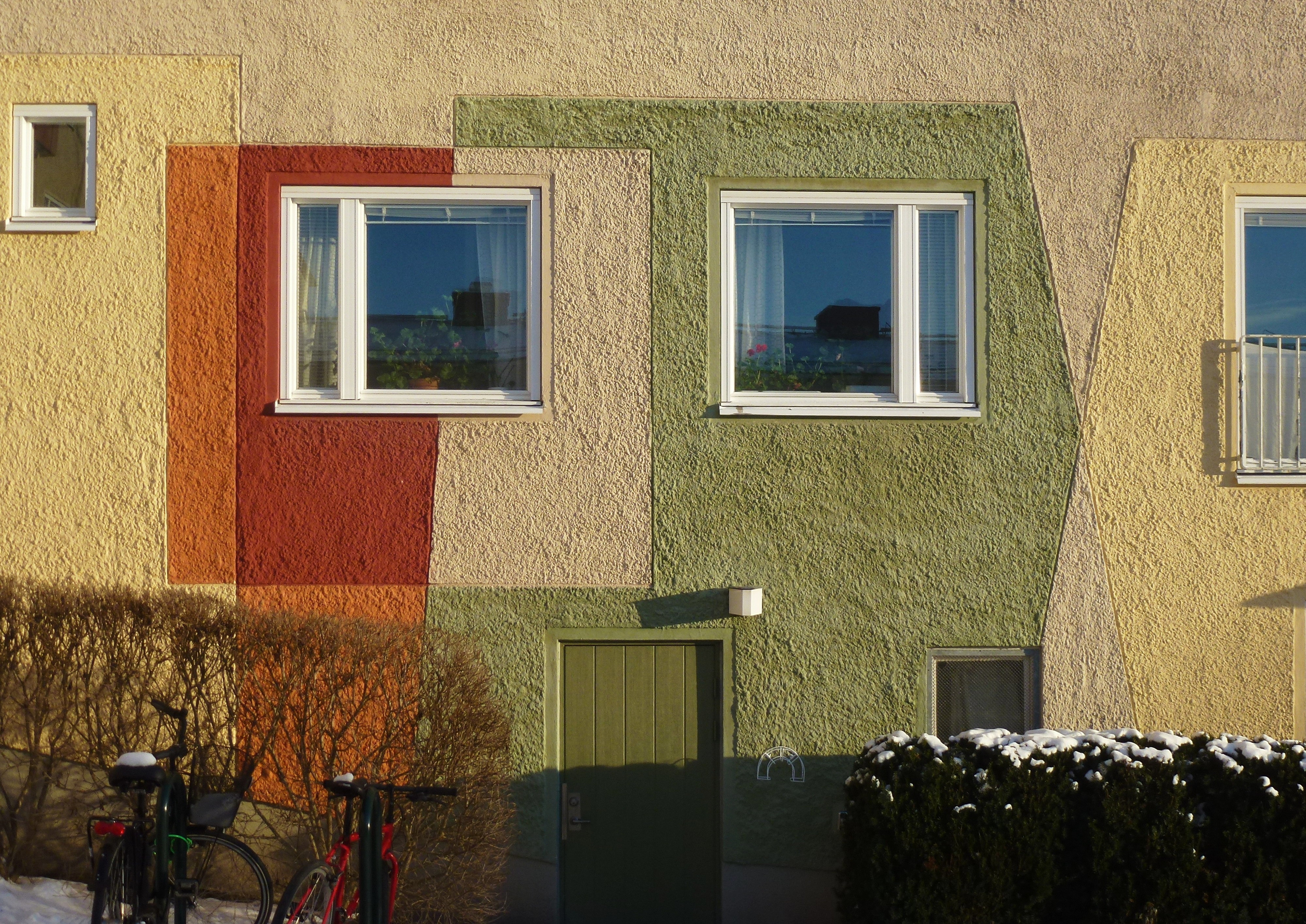
Geometriska mönster.
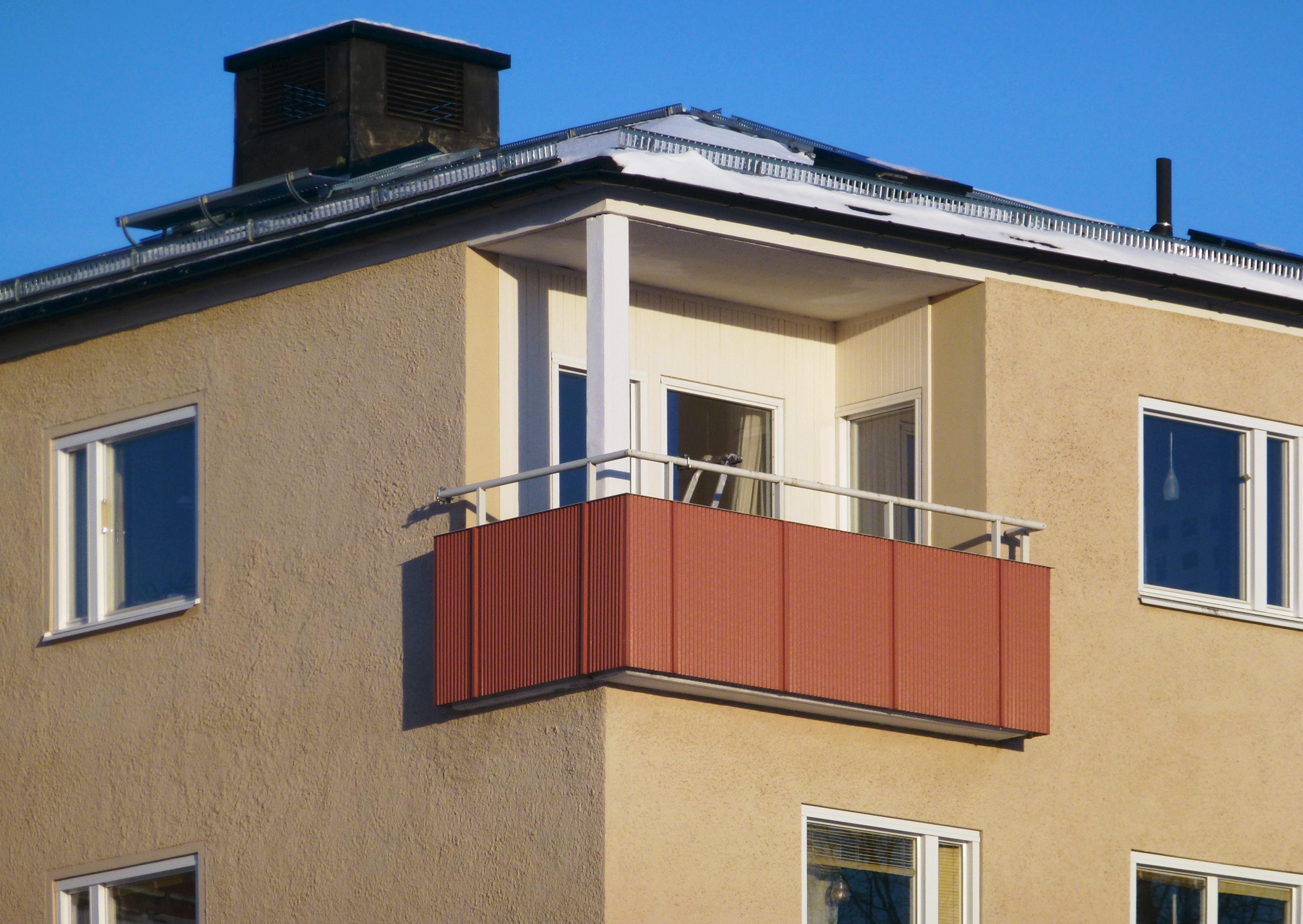
En av balkongerna.